# BTDigg
BTDigg (укр.:БТДиґ) — це перша BitTorrent DHT пошукова система. Ця DHT пошукова система бере участь в BitTorrent DHT мережі, підтримує мережі і робить відповідності між magnet-посиланнями і кількома торент-атрибутами (ім'я, розмір, список файлів), які проіндексовані і вставляються в базу даних. BTDigg забезпечує повнотекстовий пошук по базі даних через вебінтерфейс. Вебчастина пошукової системи отримує необхідну інформацію від тексту запиту користувача. Вебпошук підтримує запити європейських і азійських мов. Назва проекту є абревіатурою від BitTorrent Digger (Digger, в значенні, шукач скарбів).

## Можливості
Вебчастина пошукової системи забезпечує магніт (magnet) посилання і частковий потік інформації (назва, список файлів, розмір) з бази даних, які відносяться до даного тексту запиту користувача.
В BTDigg DHT пошуковій системі є зв'язок двох суб'єктів, які, в свою чергу, є часткою інформації з торента та магніт (magnet) посилання. Це схоже на процес зв'язування вмісту вебсторінки з сторінкою URL, яку роблять пошукові машини. Окрім вебпошуку для користувача, інтерфейс BTDigg надає API для сторонніх додатків.
Спочатку BTDigg була створена як DHT пошукова система для безкоштовного контенту, який поширюється через BitTorrent мережі. BTDigg орієнтований на просування безкоштовного контенту і допомагає авторам безкоштовного контенту поширити інформацію про зміст даного контенту.

## Особливості
BTDigg — BitTorrent DHT пошукова система, яка працює в усьому світі. Вебінтерфейс BTDigg підтримує англійську, російську, португальську мови, також BTDigg обробляє запити на європейських і азійських мовах. Користувачі можуть налаштовувати результати пошуку, вибравши правильний порядок сортування у вебінтерфейсі системи.
Серед інших особливостей можна виділити: пошук API, API популярність, плагіни для μTorrent і qBittorrent BitTorrent клієнти, плагіни для веббраузерів (Firefox, Internet Explorer, Google Chrome). API популярність дає картину зміни популярності торентів в BitTorrent DHT мережі.

## Історія BTDigg
BTDigg була заснована в січні 2011 року і передумовами для заснування послужили багато проектів, які поширюють контент безкоштовно з використанням BitTorrent протоколу, наприклад, такі як Pioneer one, VODO, Musopen, Jamendo, ClearBits та інші.
Існують наступні видимі орієнтири, які були знайдені в BTDigg Twitter:
| Дата            | Віха                                        |
| --------------- | ------------------------------------------- |
| 31 березня 2011 | Вебплагін для пошуку одним клацанням миші   |
| 4 квітня 2011   | API популярність                            |
| 9 квітня 2011   | qBittorrent плагін                          |
| 13 квітня 2011  | Новий вебдизайн                             |
| 19 квітня 2011  | показує торент інфо-хеш, як QR-код картини  |
| 28 квітня 2011  | Виявлення потоку підробок                   |
| 30 квітня 2011  | виявлення дублікатів торентів               |
| 12 липня 2011   | карти популярних торентів, в реальному часі |
| 29 липня 2011   | інший порядок сортування                    |
| 16 січня 2012   | підтримка SSL-з'єднання                     |
| 27 березня 2012 | Відображення розподілених голосів           |

## Переваги та недоліки
Перевагами є децентралізовані бази даних і можливість відображати розподілені рейтинги, які надаються користувачам через μTorrent. Недоліком є те, що немає гарантії стосовно змісту контента, тому що BTDigg не аналізує і не зберігає контент.

## Громадське сприйняття
Більшість людей сприймають BTDigg як трекер або BitTorrent індекс. Це не трекер, бо BTDigg не обмінюється контентом і не бере участь у координації BitTorrent swarm. Це не BitTorrent індекс, тому що BTDigg не зберігає і не підтримує статичний список торентів.

## Цікаві факти
- BTDigg має дві незалежні компоненти: зовнішній та фоновий(front-end and back-end). BTDigg фоновий є децентралізованим, BTDigg зовнішній — вебінтерфейс для бази даних.
- BTDigg має децентралізовану систему crawler.